# Ingoda
Ingoda (ros. Ингода) – rzeka w azjatyckiej części Rosji na Zabajkalu, która po połączeniu z Ononem tworzy Szyłkę (dorzecze Amuru). Długość rzeki wynosi 708 km, dorzecze zaś zajmuje powierzchnię 37 200 km².

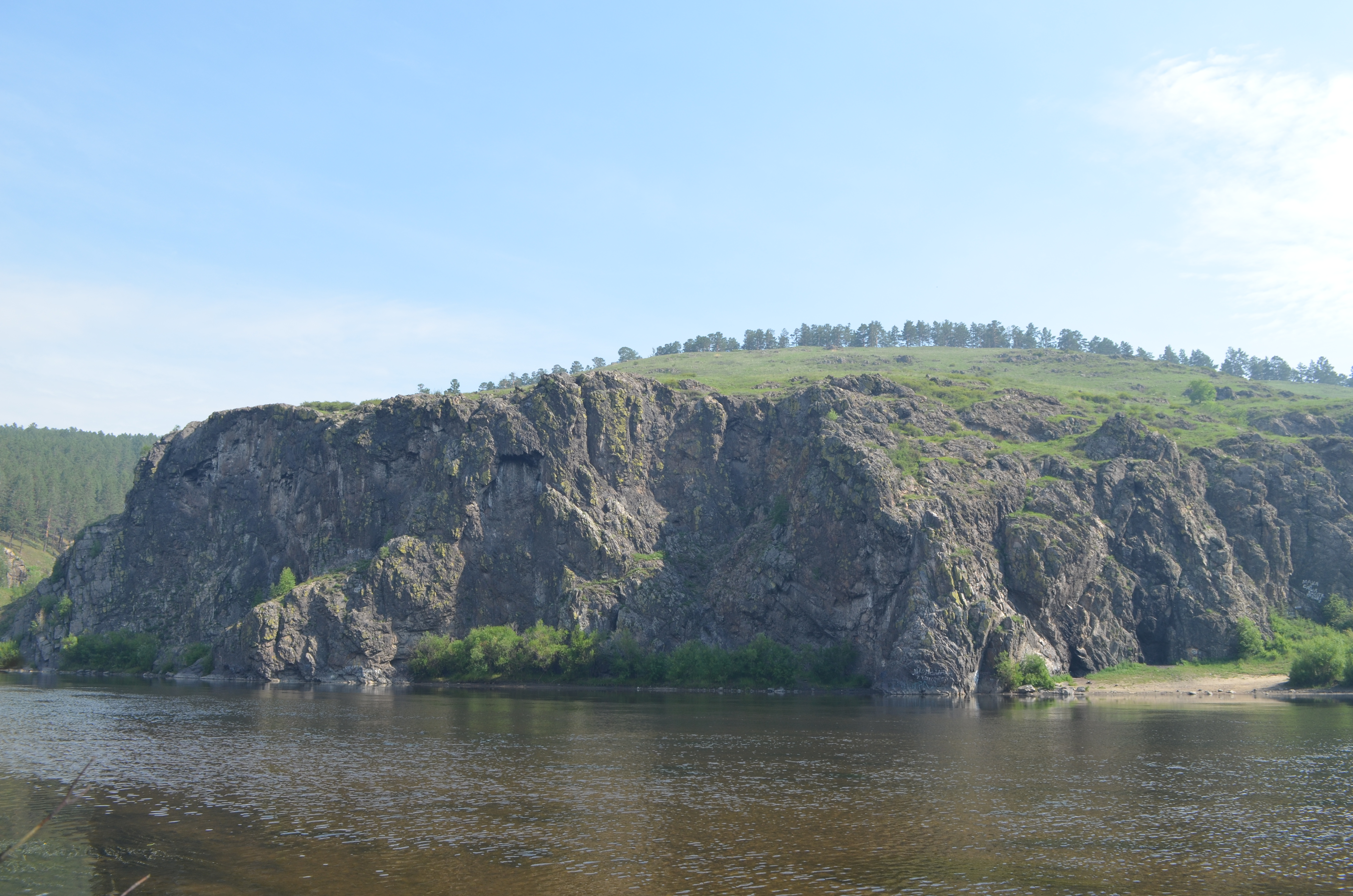
Ingoda wczesnym latem

Rzeka wypływa z masywu Sochondo w górach Chentej. W górnym biegu płynie wąską doliną, w środkowym wpływa do szerokiej kotliny między Górami Jabłonowymi i Czerskiego, w dolnym biegu przecina Góry Czerskiego i kilka mniejszych pasm, a jej dolina zwęża się. Reżim deszczowy. Zamarza w okresie od listopada do kwietnia i grubość lodu wynosi zazwyczaj 150–160 cm. U zbiegu Ingody i Czyty leży miasto Czyta, poniżej którego rzeka jest żeglowna dla mniejszych jednostek. Przez dolinę rzeki (w dolnym biegu) przebiega linia Kolei Transsyberyjskiej.